# Добричевићи
Добричевићи су насељено место у Босни и Херцеговини у општини Коњиц у Херцеговачко-неретванском кантону које административно припада Федерацији Босне и Херцеговине. Према попису становништва из 1991. у насељу је живјело 131 становника.

## Становништво
По последњем службеном попису становништва из 1991. године, у насељу Добричевићи живело је 131 становника. Већина становника су били Муслимани.
| Националност | 1991.       | 1981. | 1971. |
| Муслимани    | 69 (52,67%) |       |       |
| Хрвати       | 62 (47,33%) |       |       |
| Укупно       | 131         |       |       |